# Kościół Wniebowzięcia Najświętszej Marii Panny, św. Floriana i św. Katarzyny w Gołębiu
Kościół parafialny w Gołębiu w powiecie puławskim (woj. lubelskie), został ufundowany w XVII wieku w latach 1626–1634 przez Jerzego Ossolińskiego – kanclerza wielkiego koronnego, wybitnego dyplomaty i polityka. Kościół powstał pod wpływem różnych nurtów architektonicznych, docierających do Rzeczypospolitej z Europy, zderzających się na terenie Lubelszczyzny w XVII wieku.

## Historia powstania parafii
Parafia w Gołębiu jest jedną z najstarszych na Lubelszczyźnie. Pierwsze dokumenty jej dotyczące to notatka z lat 1325–1327 w spisach dziesięciny płaconej papiestwu przez dwóch plebanów, Piotra i Jana. Świadczy to o istnieniu ówcześnie dwóch probostw i dwóch kościołów. Jeden pod wezwaniem św. Floriana, drugi św. Katarzyny. Różnie podaje się daty ich powstania i erygowania parafii, zwykle wskazywane są lata 1170–1183, kiedy za Kazimierza Sprawiedliwego nakazano wznieść owe kościoły i je uposażyć. Prawdopodobnie jest to data samej budowy, a dopiero później powstały tam jednostki kościelnej administracji. Wieloosobowa obsada parafii jest zjawiskiem charakterystycznym dla czasów przed ostatecznym wykształceniem się sieci parafialnej na przełomie XII i XIII wieku. Trudno jest ustalić konkretną datę erygowania parafii na podstawie źródeł pisanych, podają one różne informacje i nie można potwierdzić ich wiarygodności. W przypadku Gołębia można określić pewne ramy czasowe dzięki patrocinium św. Floriana. W 1038 roku Czesi złupili Gniezno i wywieźli relikwie św. Wojciecha do Pragi, zrabowano również w tym czasie kości Pięciu Braci Męczenników. W tej sytuacji biskup krakowski poprosił papieża Lucjusza III o ciało świętego, w 1184 roku biskup Idzi z Modeny przywiózł do Polski relikwie św. Floriana. Kult ten rozwijał się do momentu kanonizacji biskupa Stanisława w 1253 roku (pojawiła się dzięki temu okazja do rozpropagowania kultu rodzimego), potem zaczął maleć, aż w XIV wieku zanikł prawie zupełnie. W związku z tym powstanie kościoła pod wezwaniem św. Floriana w Gołębiu datuje się na okres 1184-1253. Tej metody nie możemy użyć, by określić powstanie drugiej świątyni, pod wezwaniem św. Katarzyny, ponieważ jej kult trwał najintensywniej już od XI wieku do końca XVI, kiedy zaczął maleć. Podział probostwa na dwie części wywoływał liczne konflikty oraz zaniedbania w sprawowaniu duszpasterstwa. W tej sytuacji pleban Maciej, po śmierci drugiego plebana Pawła, zwrócił się z prośbą do króla Jagiełły o połączenie parafii. Dekret erekcyjny spisał biskup krakowski Wojciech Jastrzębiec w roku 1419 w Bodzentynie. Podaje się, że suprymowana parafia znajdowała się w Woli Gołębskiej

### Budowa kościoła

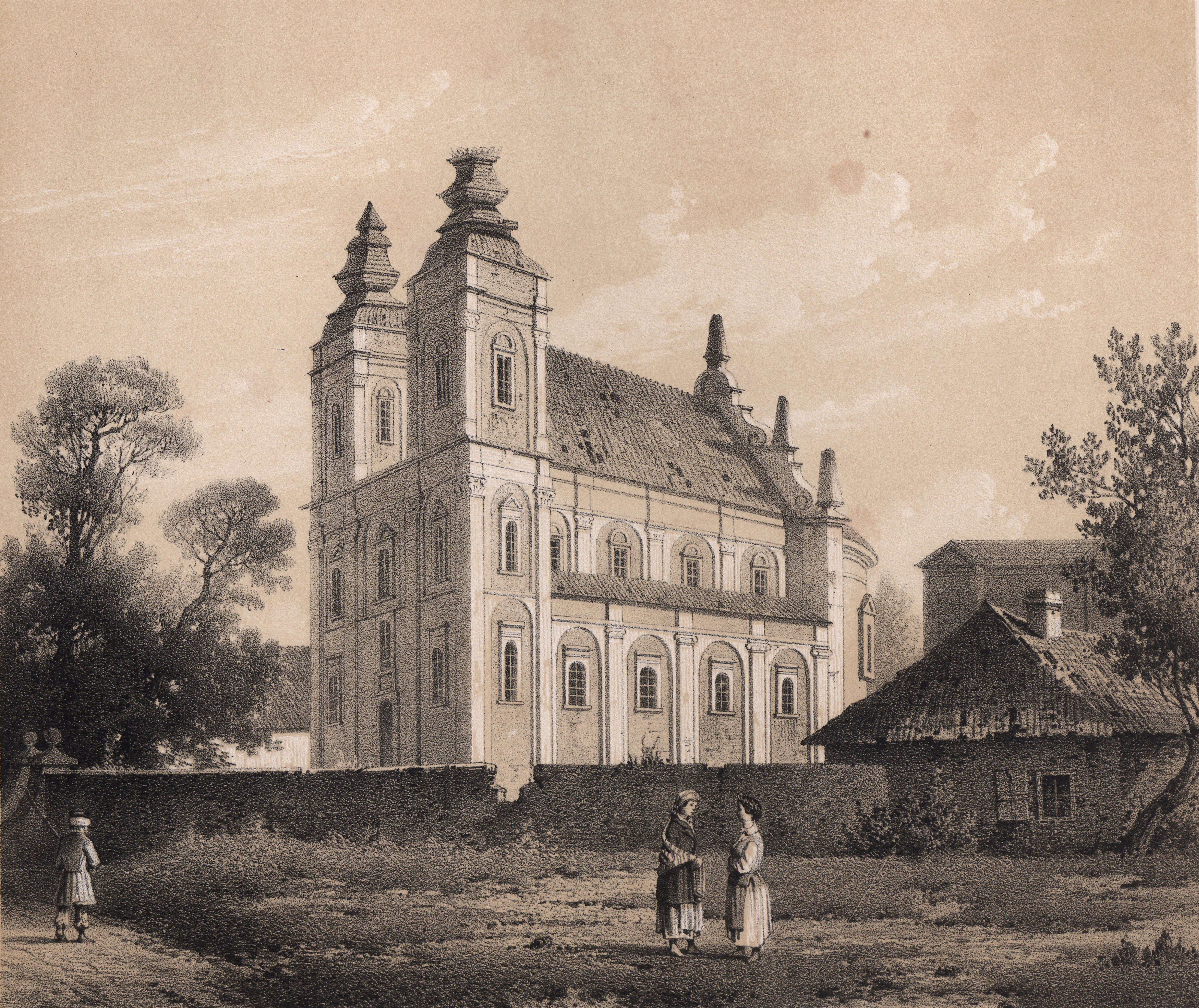
Kościół na litografii Adama Lerue (ok. 1858)

Wieś w swoich dziejach wielokrotnie znajdowała się pod opieką dzierżawców, którzy złymi decyzjami przynieśli jej wiele strat. W 1621 roku wykupił ją Jerzy Ossoliński od Jerzego Grudzińskiego. Dzięki współpracy nowego dzierżawcy i ówczesnego proboszcza, Szymona Grzybowskiego, wybudowano murowany kościół, a także domek loretański na wzór Santa Casa w Loreto. Dotychczas problematyczne było określenie daty wzniesienia kościoła parafialnego. Większość opracowań dotyczących zabytków lubelskich powtarza informacje podane przez Adama Miłobędzkiego, według których budowę rozpoczęto w 1628, a ukończono 1636 roku. W Encyklopedii Powszechnej Orgelbranda za datę powstania świątyni przyjęto rok 1634. Sytuację wyjaśnia pomijana przez badaczy inskrypcja na tablicy fundacyjnej wmurowanej w fasadę, z której po przetłumaczeniu wynika, że kościół wybudowano w latach 1626–1634:
Chwała Bogu Najlepszemu Najwyższemu, który to dzieło w Roku Pańskim 1626, pod koniec panowania Króla Zygmunta III, za panowania Marcina Szyszkowskiego, biskupa krakowskiego rozpoczął. W Roku Pańskim 1634 za panowania Władysława IV, króla Polski, królującego obecnie, rządów biskupa Jana Alberta Polskiego księcia, kardynała oraz Jerzego z Tęczyna Ossolińskiego, sekretarza królewskiego [senatora], księcia Świętego Cesarstwa Rzymskiego, to pozostające we władaniu ukończył. I przyozdobił je tytułem Wniebowzięcia Najświętszej Maryi Panny, św. Floriana patrona i św. Katarzyny, dziewicy i męczennicy oraz pozostałych św. męczenników.
Pod takimże wezwaniem kościół konsekrował biskup Tomasz Oborski, sufragan krakowski, w 1638 roku.

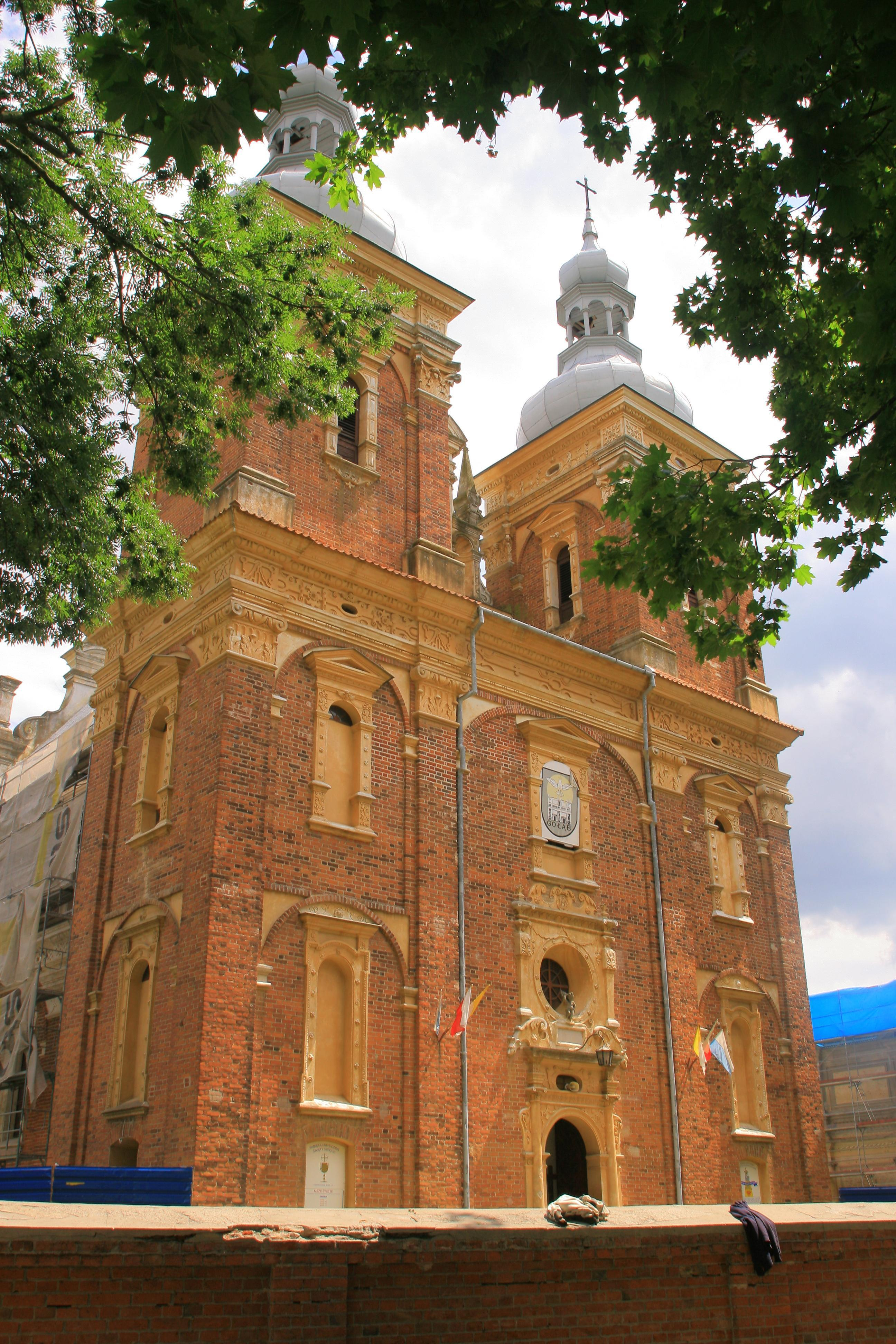
Fasada kościoła parafialnego w Gołębiu

## Architektura świątyni
W przypadku kościoła w Gołębiu niemożliwe jest jednoznaczne określenie stylu architektonicznego. Stanowi on bowiem kolejny przykład zderzania się cech nurtu włoskiego z niderlandzkim, odznaczając się przy tym wyjątkowym połączeniem rozmaitych motywów obecnych w polskim budownictwie sakralnym XVII wieku. Obiekt powstał w kręgu silnego oddziaływania architektury Kazimierza Dolnego (przede wszystkim kościoła farnego oraz kamienic mieszczańskich), przez co, jak pisze Adam Miłobędzki nie wykluczona jest obecność kazimierskich muratorów przy jego budowie. Z jednej strony bryłę budowli normuje porządek wywodzący się z Włoch, z drugiej jednak nałożenie dekoracji manierystycznej nadaje jej charakter niderlandzki.
Kościół jest orientowany, jednonawowy o czterech przęsłach, od wschodu zamknięty zwężonym względem korpusu nawowego prezbiterium w kształcie półkolistej apsydy z dwiema skarpami, a od zachodu fasadą ujętą wieżami, pomiędzy którymi do nawy głównej przylega attykowy szczyt. Obiekt wybudowano z cegły gotyckiej połączonej zaprawą wapienno-piaskową w wątku polskim. Do elewacji północnej przybudowano w późniejszym czasie zakrystię na planie prostokąta z przedsionkiem. Charakteru tej architekturze z pewnością nadaje połączenie kolorystyczne i fakturalne czerwieni ceglanej ściany z jasnym, gładkim detalem architektonicznym. Cegły elewacji zróżnicowane są pod względem wypalenia i kolorystyki, doskonale kontrastują z nimi wykonane w jasnym tynku i piaskowcu bogato rzeźbione detale architektoniczne takie jak: nadproża, obramienia okien i portali, bazy i głowice pilastrów, gzymsy i fryzy. Otynkowano również niektóre blendy i wnęki okienne, zakrystię oraz skarpy.
Świątynia sprawia wrażenie bazyliki, ponieważ została poszerzona w pierwszej kondygnacji dla podbudowania strzelnic, przykrytych dachami pulpitowymi co mylnie sugeruje obecność naw bocznych. Inkastelowanie budowli sakralnych w XVII wieku było już anachronizmem, jednak praktyki te nasilały się w miarę zbliżania się do granicy wschodniej ku zagrożeniom tatarskim, tureckim i rosyjskim. Elewacje boczne uporządkowane są przez szerokie i płaskie pilastry oraz belkowanie z fryzem pierwszej kondygnacji i fryzem koronnym obiegającym dookoła całą bryłę budowli, za którym ukryty jest drugi rząd strzelnic. Artykulacja powierzchni ściany przez regularne podziały pionowe i poziome wywodzi się z architektury włoskiej, zaś elementem znamiennym dla niderlandzkiego manieryzmu jest kontrastujący detal architektoniczny w formie taśm okuciowych, sprawiający wrażenie doklejonego do ceglanego muru. Podobne okuciowe, plecionkowe dekoracje fryzu i na osi pilastrów, wykonane w kontrastującym materiale znajdują się na elewacji Kaplicy Górskich przy farze w Kazimierzu Dolnym.

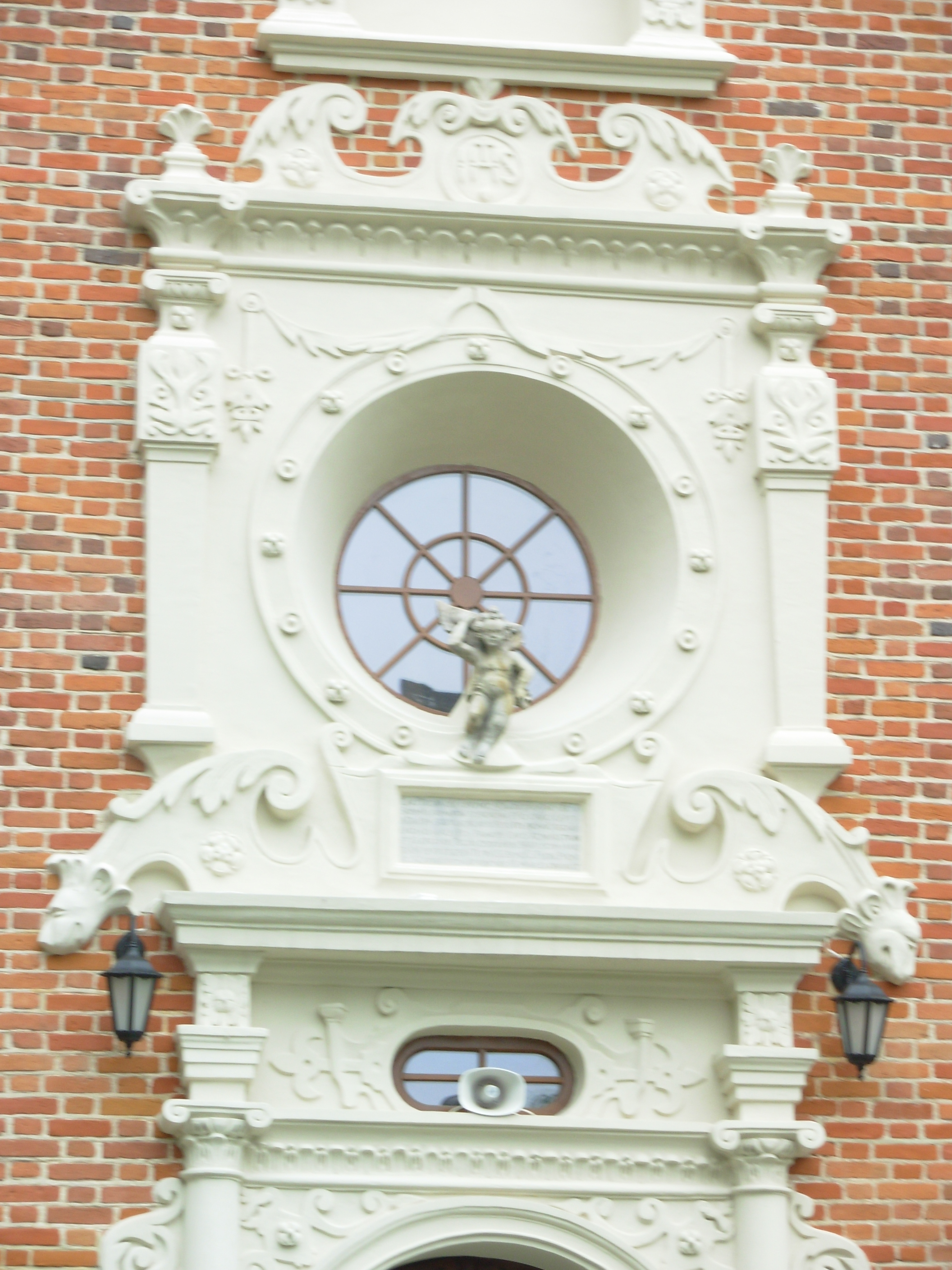
Okulus w fasadzie

### Fasada blokowa
Najciekawszym elementem przesądzającym o oryginalności świątyni jest fasada. Na początku XVII wieku rozpowszechnił się typ lubelski z bezwieżową, tynkowaną fasadą, przyozdobioną attykowym szczytem, łączący w sobie cechy stylu gotyckiego i renesansowego, z upodobaniem do manierystycznej dekoracyjności. Jednak gołąbska świątynia wpisuje się przez dwuwieżową elewację główną w schemat już barokowy. Fasada kościoła w Gołębiu tworzy jednolity blok o równomiernie rozłożonych podziałach, wieże zostały spójnie wkomponowane w elewację, z każdej strony oplatają je pilastry flankujące. Tradycja dwuwieżowych kościołów ukształtowana w średniowieczu została porzucona na krótko w okresie humanizmu i renesansowej architektury dążącej do scentralizowania konstrukcji. Trudno w tym przypadku wskazać pierwowzór inny niż średniowieczny, ponieważ kościoły z dwuwieżową fasadą blokową na terenie Polski powstawały, po przerwie, od lat 30., a nawet 40. XVII wieku. Jeden z pierwszych, najbliższych formalnie, kościołów wzniesiono w Gidlach w latach 1632–1644, a układ blokowy rozpowszechnił się dopiero od połowy XVII wieku (np. kościół pod wezwaniem św. Mikołaja w Lesznie)

### Wnętrze
Konstrukcja wnętrza jest bardzo prosta: jedna nawa bez transeptu, ze słabo wyodrębnionym prezbiterium, nakryta sklepieniem kolebkowym z lunetami, wspartym na wyraźnie zaznaczonym belkowaniu i masywnych filarach, od zachodu chór muzyczny osadzony na szerokim i niskim łuku. Złudzenie bazyliki wewnątrz obiektu nie jest tak silne jak na zewnątrz. Wnęki ołtarzowe w arkadach są płytko wydrążone, wrażenie naw bocznych powodują mocne występy belkowania, a także potężne, podwójne kolumny dostawione na wysokich, wydatnych cokołach do każdego filara. Mocno podkreślone podziały przez załamania gzymsów czy odsunięcie kolumny od ściany to elementy już barokowe, ożywiające wnętrze. Kościół w Gołębiu wyłamuje się tym architektonicznym zabiegiem z renesansowej tradycji lubelskiego budownictwa cechowego, gdzie piony zaznaczone były szerokimi, płaskimi pilastrami. Nawa główna i prezbiterium oddzielone są przez odstawione od ściany kolumny tworzące ramę eksponującą przestrzeń zarezerwowaną dla duchowieństwa. Podział ten niknie w partii sklepiennej, kolebka nawy łączy się bez wyodrębnionego łuku tęczowego z półkolistą apsydą. Sklepienie zostało ozdobione geometryczną dekoracją sztukatorską, jest to znamienna cecha wszystkich budowli typu lubelskiego. Sztukaterie składają się z listew tworzących zamknięte figury geometryczne, rozkładające się rytmicznie na przęsła.
Między kolumnami ustawionymi w parach przy filarach, znajduje się pięć terakotowych rzeźb przeniesionych dla bezpieczeństwa z nisz fasady Domku Loretańskiego, datuje się ich powstanie na około 1650 rok. Rzeźby są podpisanie: Noe, Izaias, Ezechiel, Aaron i Moises.

## Inspiracje i nawiązania stylowe
Kościół w Gołębiu jest wynikiem pracy kilku warsztatów cechowych obecnych także przy wznoszeniu innych fundacji Jerzego Ossolińskiego. Wśród zestawu form stosowanych przez te środowiska murarskie znajdują się cechy stylistyczne wywodzące się jeszcze z gotyku, porenesansowe oraz manierystyczne posługujące się wzorami zarówno gucciowskimi, jak i niderlandzkimi z popularnych ówcześnie wzorników Hansa Vredemana de Vries. Oprócz tej mieszanki stylowej świątynia gołębska przez nietuzinkowo, jak na ten okres w dziejach polskiej architektury sakralnej, zakomponowaną fasadę oraz mistrzowsko wydzielone wnętrze nawiązuje do stylistyki, rozkwitającego powoli w Polsce, baroku.
Świątynia ta jest odzwierciedleniem różnorodności architektury na terenie siedemnastowiecznej Rzeczypospolitej, wynikającej z wpływów sztuki północnej, bizantyjsko-ruskiej oraz włoskiej przepływającej przez kraje habsburskie. Był to również okres kosztownych i nietypowych fundacji sarmackich, Jerzy Ossoliński był postacią edukowaną za granicą, podczas kariery politycznej wysyłany był wielokrotnie z poselstwem na zagraniczne dwory, dzięki temu bez opóźnienia docierały do niego trendy panujące w europejskiej architekturze.

## Architekt
Problem autorstwa projektu świątyni w Gołębiu wciąż pozostaje nierozwiązany. Prawdopodobne wydaje się, iż autorem projektu był włoski architekt Piotr Likkiel, który ówcześnie dzierżył w Kazimierzu Dolnym stanowisko architekta Jego Królewskiej Mości Władysława IV. Likkiel ożenił się w 1650 roku z Urszulą Marten z rodziny Przybyłów. Dzięki temu wiemy, że w roku 1676 architekt już nie żył, ponieważ od tego roku jego małżonkę zapisuje się w aktach jako wdowę.
Kierunek tych rozważań narzuca fragment testamentu proboszcza Szymona Grzybowskiego, sporządzonego 28 kwietnia 1641 roku, dotyczący budowy kaplicy loretańskiej:
Winienem Panu Piotrowi Mularzowi, co koło Loretu robił, czterysta złotych od roboty, które proszę aby były mu wydane […] zaczął tę robotę i on ją skończyć powinien i trudno też o takiego rzemieślnika.
Opłata czterystu złotych, to część większej sumy należnej wykonawcy, w tamtych czasach była to wysoka stawka, świadcząca o murarzu wyższej rangi, co podkreśla także w cytowanym fragmencie sam proboszcz. Jednakże wciąż nie można potwierdzić, że Piotr Murarz i Piotr Likkiel to ta sama osoba oraz że kościół i domek loretański zaprojektowane zostały przez tego samego architekta.
Możliwe, że kościół w Gołębiu współtworzyło kilka warsztatów bez architekta kierującego pracami, odpowiedzialnego za projekt. Jednakże sposób zagospodarowania wnętrza, połączenie kolebki sklepienia z masywnymi filarami arkad tak, by tworzyły spójną szkieletową konstrukcję o silnych efektach światłocieniowych, świadczy o umiejętnościach znacznie przewyższających kompetencje zwykłego, cechowego murarza.